# Edward Bouygues
Edward Bouygues est un homme d'affaires français, fils ainé de Martin Bouygues.

## Biographie

### Enfance et études
Edward Bouygues naît le 14 avril 1984. Il étudie à l'École supérieure des sciences commerciales d'Angers ainsi qu'à la London Business School. Ses parents sont Martin Bouygues et Melissa Bouygues.

### Carrière
Il intègre l'entreprise familiale en 2014, après la fin de ses études. En 2016, il intègre le conseil d’administration du groupe sous la demande de Martin Bouygues. Sa candidature recueille 89,76 % des voix en sa faveur lors de l’assemblée générale des actionnaires.
En 2019, à l'âge de 34 ans, Edward Bouygues est nommé directeur de la stratégie au comité de direction de Bouygues Telecom,.
En 2021, il devient directeur général délégué du groupe Bouygues, en binôme avec Pascal Grangé, ainsi que président de Bouygues Europe. Il est précédemment vice-président de l’opérateur Bouygues Télécom.
En 2022, il est nommé président de Bouygues Telecom,. Le 21 mai 2022, il se marie avec Maria de la Orden, une créatrice espagnole.